# Gran Festival di Piedigrotta
Il Gran Festival di Piedigrotta si tenne a Napoli dal 28 al 30 dicembre del 1962. Le finali furono presentate da Corrado, mentre le prime serate da Pippo Baudo.

## La manifestazione
Richiamando alle vecchie Audizioni di Piedigrotta, la manifestazione si svolse a Napoli, al Teatro Mediterraneo, nella Mostra d'Oltremare. Nasce come contro risposta al Festival di Napoli, selezionando brani dallo stile moderno, contrariamente alla linea classica del più noto festival partenopeo.
Si tratta dell'ultima manifestazione che vede come direttore d'orchestra il M° Giuseppe Anepeta, che morirà l'anno seguente.
Il Gran Festival di Piedigrotta verrà vinto dal brano Mandulinata blu (Martucci - Mazzocco), interpretata da Emilio Pericoli e Mario Trevi, quest'ultimo reduce dal secondo posto conquistato al Giugno della Canzone Napoletana con il brano Mare verde (Giuseppe Marotta - Salvatore Mazzocco).
La Rai, in chiusura della manifestazione, s'impegna a promuovere tutti i motivi finalisti in quindici trasmissioni radiofoniche.
Dopo questa prima edizione, la rassegna verrà annullata.

## Classifica canzoni e cantanti

### Classifica finale
| Posizione | Canzone              | Autori                      | Artista                          | Voti |
| 1.        | Mandulinata blu      | (Martucci - Mazzocco)       | Mario Trevi - Emilio Pericoli    | 108  |
| 2.        | Serenata a Surriento | (Manetta - Vian)            | Gina Armani - Alberto Berri      | 90   |
| 3.        | Cielo e mare         | (Pugliese - Acampora)       | Lucia Altieri - Nelly Fioramonti | 78   |
| 4         | Stasera nun durmì    | (Fiore - Ruccione)          | Claudio Villa - Joe Sentieri     | 77   |
| 5         | L'ultimo sole d'està | (Russo - Pirozzi - Frisoli) | Enzo Del Forno - Stella Dizzy    | 35   |

### Finaliste
| Canzone               | Autori                   | Artista                          |  |
| 'A canzone d' 'o core | (Rossetti - De Gregorio) | Alberto Berri - Mimmo Di Lello   |  |
| Carolina Saint Tropez | (Dura - Salerni)         | An'Neris - Joe Sentieri          |  |
| È bello comm'a me     | (Gigliati - Giannini)    | Virginia Da Brescia - Mariolino  |  |
| Era settembre         | (L.Cioffi - Gaiano)      | Mario Trevi - Claudio Villa      |  |
| Nuje ce lassammo      | (Pertucci - Arciello)    | Jula de Palma - Franco D'Ambra   |  |
| Tammurriata twist     | (Bonagura)               | Clara Profili - Arturo Testa     |  |
| Tu iste a Surriento   | (Cutolo - Festa)         | Bruno Venturini - Jenny Luna     |  |
| Uocchie 'e velluto    | (Paliotti - Avilia)      | Gianna Maffei - Nelly Fioramonti |  |

### Non finaliste
| Canzone                      | Autori                            | Artista                            |  |
| Ma chi te po' capi'          | (Vento - Ciaravolo)               | Annamaria Maresca - Clara Profili  |  |
| Brigantella                  | (Mennillo - Di Paola - Fanciulli) | Mario Trevi - Alberto Berri        |  |
| Appriesso a 'nu suonno       | (Chiarazzo - Matassa)             | Nelly Fioramonti - Emilio Pericoli |  |
| Tu si' 'a canzone            | (Dujrat - Palliggiano)            | Mimmo Di Lello - Lucia Altieri     |  |
| Luna, luna, lu'              | (Della Gatta - Palmieri)          | Stella Dizzy - Gianna Maffei       |  |
| 'Na stella vo' cade'         | (Negri - Chiariello - Solimando)  | Livia - An'Neris                   |  |
| 'O passapuorto               | (Parente - Forte - Baselice)      | Grazia Gresi - Nico Pari           |  |
| Senza me nun si' cchiu' tu   | (Marotta - Rossi)                 | Monica Del Po - Henry Wright       |  |
| 'Na fronna                   | (Grillo - Vinci)                  | Jula de Palma - Rita Morin         |  |
| 'A rundinella e 'o mandulino | (Vario - Marchese)                | Enzo Del Forno - Jenny Luna        |  |
| 'E tammurrelle               | (Bonagura)                        | Livia - Clara Profili              |  |
| Mille buscie                 | (Di Gianni)                       | Nico Pari - Franco D'Ambra         |  |
| 'Na vita sola                | (Annona - Romeo)                  | Mirna Doris - Rita Morin           |  |
| Notte senza dimane           | (Conte - Festa jr.)               | Grazia Gresi - Gina Armani         |  |
| Nun turna'                   | (Mallozzi - Genta)                | Gina Armani - Arturo Testa         |  |
| Sentimentale                 | (De Lutio - Barile)               | Monica Del Po - Bruno Venturini    |  |
| Si vuo' bene Napule          | (Furnò - Mazzucchi)               | Alberto Amato - Cristina Amadei    |  |

## Orchestra e complessi
Orchestra diretta dal M° Giuseppe Anepeta, complessi ritmici diretti dai M.i Mario Festa e Gianni Marchetti

## Organizzazione
Ente Salvatore Di Giacomo